# 佐良直美
佐良 直美（さがら なおみ、1945年1月10日 - ）は、日本の女性歌手・タレント・女優・作曲家。現在は主に実業家として活動する。
東京都出身、日本大学藝術学部卒業。日本芸術専門学校特別講師。
本名：山口直子、現在は戸籍名を芸名と同じく佐良直美に改名している。

## 経歴・人物
明治時代の漢学者・川田甕江の玄孫で、住友財閥常務理事の川田順（甕江の三男）の従曾孫にあたる。遠縁に吉永小百合がいる。また山本直純の妻の山本正美も遠縁にあたる。
雙葉高等学校在学時の16歳のとき、ジャズボーカリストの水島早苗に師事しジャズボーカルを学ぶ。1963年、日本大学藝術学部放送学科へ進学。
1967年に大学卒業後、NHK新人オーディションを受け、高成績で合格。新人離れした歌唱力とステージ度胸で、同年4月スタートの公開音楽番組『音楽の花ひらく』のレギュラー出演者として異例の抜擢を受ける。同年5月には作曲家のいずみたくが主宰する芸能事務所「株式会社オールスタッフプロダクション」に所属し、日本ビクターより「世界は二人のために」でレコードデビュー。120万枚を売り上げ、第9回日本レコード大賞の新人賞を受賞し、同年の第18回NHK紅白歌合戦（NHK総合・ラジオ第1。「#NHK紅白歌合戦出場歴」参照）に初出場する。「世界は二人のために」は翌1968年、第40回選抜高等学校野球大会の入場行進曲に採用された。
佐良が後年（2010年）語ったところによれば、フジテレビで音楽番組のディレクターをやりたいと思って日本大学藝術学部に進学し、大学在学中から番組で歌う歌手の立場を経験しようと日航ミュージックサロンなどで歌っていたが、卒業年にフジテレビでは女性ディレクターを募集していなかった。しかし佐良の歌にはスカウトが来ており、いずみたくと日本ビクターのディレクターが佐良の歌を認めたことから、デビュー曲「世界は二人のために」を歌うこととなったという。　
1969年に「いいじゃないの幸せならば」で第11回日本レコード大賞を受賞し、女性歌手初の日本レコード大賞新人賞・大賞受賞者となる。1970年に芸術選奨新人賞を受賞する。
デビュー曲「世界は二人のために」が大ヒットしたことから、デビューから半年間は休日も取れず、睡眠時間は毎日2〜3時間という超多忙で、レコード大賞受賞の頃は1か月に仕事が80本入ることもあり、倒れたこともあったと佐良は述べている。
1971年には、オールスタッフプロダクションから独立し、個人事務所「株式会社佐良直美音楽事務所」を設立する。
歌手としてだけでなく、作曲家（テレビドラマの音楽も担当）、タレントとしてのバラエティー番組への出演やテレビ番組の司会者、女優としても石井ふく子組の一員としてTBS系テレビドラマ『ありがとう』に出演するなど、多方面で活躍した。
しかしそうした人気絶頂の最中に、1980年5月19日にタレントのキャッシーが『アフタヌーンショー』で佐良との「スキャンダル」を梨元勝に訴え、梨元が『週刊現代』に書き立てたことで報道が過熱した。
佐良本人は後年、2010年に東京スポーツのインタビューに答えて「あれは何がなんだか全然わかりません。ビックリするだけでした。ただ、どの社会にも裏表や力関係がある。そういうことなんでしょうね」「しょうがないです。事務所を独立した後でしたし、やっぱり弱い者は強い者にのまれるんでしょうね」と騒動を真っ向から否定し、「人気を妬まれたのか」との質問に「そうじゃなくて、人身御供も必要ということです。1人いけにえに出せばほかは助かるとか、こっちに溶岩を流す口を作れば、こっちの村は助かる…。そういうことだと、私は聞きました」と答え、さらに「騒動の裏で助かった人がいた!? 嘘だったということか」と問われると「そうです。まるっきりウソでした。もちろん（キャッシーは）一時同じ事務所にいたから知ってましたよ。結局、大きいものにのまれたということですね」と完全に嘘だと否定した。
また『週刊新潮』2016年2月25日号の取材でも、佐良は同様に「あれについては、今でもよくわからないんです。もちろん事実無根ですよ。キャッシーがなぜあんなことを言いはじめたのかわからないし、不思議なことに巻き込まれちゃったな、と思っています」と完全に否定した。また同誌の取材を受けた佐良の友人は、佐良が当時住んでいた世田谷区の実家が大変な豪邸で、頻繁に友人を大勢招きホームパーティーを開いていて、キャッシーもその流れで親しくなったこと、お嬢様育ちで世間知らずな佐良はスキャンダルで精神的に参って「はめられた」と友人に語っており、さらに佐良の母と叔母がキャッシーから『3千万円払わなければばらす』と脅されたと言っていたことから、友人は「ああいう形で露見したということは、佐良さん側がキャッシーの要求に従わなかったのでしょう」と述べている。
しかし佐良は、そのスキャンダル報道がされた1980年のNHK紅白歌合戦に落選した。これについてNHKは、落選の理由はスキャンダルではないと否定し、スキャンダルについては「個人の嗜好の問題」とした。
スキャンダル騒動以降は次第に芸能活動から遠ざかり、歌手活動は、1983年9月21日に発売したシングル『YASUKOの場合/夕顔』が昭和時代最後のレコード発売となった。
しかし佐良は、芸能活動から遠ざかった理由はスキャンダル騒動ではないと否定しており、理由の一つは師事した水島早苗が亡くなり（1978年没）、佐良は「1986年に水島先生にささげたジャズのアルバムを出し、これで燃え尽きて、歌への情熱がなくなってしまった。歌手としてどうしても出したかったから、もう何も思い残すことはないという気持ちに」なったこと、もう一つは、翌1987年に声帯ポリープの手術をして1年は歌えなくなったことから、家業の巴工業を手伝うことになり、フルタイムで月曜から金曜まで通勤し、歌どころではなくなったと述べている。
1993年から栃木県那須塩原市で家庭犬のしつけ教室「アニマル ファンスィアーズ クラブ (AFC) 」を主宰し、実業家へ転身する。アメリカから講師を招いて犬を中心に動物に関するセミナーを開催し動物愛護を啓蒙している。「優良家庭犬普及協会」代表理事会長を務める。
そうした事情により、2017年から歌手業を含めた芸能活動を長期休業し、巴工業の仕事は18年間続けたが、最後の方は「アニマル ファンスィアーズ クラブ」との掛け持ちになり、毎日は出社できなかったと述べている。
2003年5月25日放送、NHK-FM「日曜喫茶室」へのゲスト出演。この時出た芸能界への復帰に関する質問には「もう（復帰しなくても）いいでしょう」と否定した。
2009年5月16日、朝日放送（テレビ朝日系列）「朝だ!生です旅サラダ」で、ゲスト出演した草笛光子が「那須の旅」という題目で、佐良の経営する「アニマル ファンスィアーズ クラブ」を訪問。佐良自身、同番組で久々のTV出演（録画放映）となった。
2010年9月24日、新聞で27年ぶりに歌手復帰することが報じられた。平成時代に入ってからは自身初の、CDシングル「いのちの木陰」を2010年11月24日に発売する。関係者は同年の夏にレコーディングしたと述べた。収録現場には、TBS系テレビドラマ『ありがとう』主演（第4シリーズ）として佐良を起用した石井ふく子も立ち会った。
本人が語ったところでは、関係者からの度重なる説得に対し「渋谷毅先生が曲を書いてくれるなら」と言って断っていたところ、渋谷が自作曲を用意したため、復帰を断りきれなくなったという。佐良はこの件について「渋谷先生は亡くなったと思ってて、これであきらめると考えたんだけど、まだご存命だった…。しくじりました」と語った。また
CD発売については「インディーズで別名義でリリースするつもり」だったが、石井から「佐良直美名義でメジャーから出しなさい」と言われ、「私の辞書に石井先生への『NO』はありません（笑）」と語っている。ただし本格的な歌手復帰については「やってもあと1、2回でしょう。それで体力の限界」とし、「今の私には150匹の犬や猫がいます。できるだけ一緒にいてあげたいんです」と「本業」優先の姿勢を示し、「芸能界への未練は全くありません」と断言した。
2011年4月15日、テレビ朝日系「徹子の部屋」に愛犬3頭を連れて出演。東日本大震災前に録画したものの、予定より遅れてオンエアとなる。震災では自宅が半壊するなど多大な被害を受けた。
2011年9月14日、「いのちの木陰」が同年9月25日放送のドラマ『居酒屋もへじ』（TBS）の主題歌に起用されたことが発表された。ドラマのプロデューサーであり、レコーディングにも立ち会った石井ふく子の強い希望で実現となり、さらにドラマの音楽担当として、久しぶりに作曲家としても腕を奮い、石井の要望でドラマのため、挿入曲2曲（「いのちの木陰」のカラオケに別の旋律をハミングで唄ったもの）を自ら書き下ろしレコーディングした。
2012年7月20日、大功社から著書『動物の神様に生かされて』が上梓され、それに先立ち同年7月3日、八重洲富士屋ホテル3階「赤松の間」で、石井ふく子（「動物を愛し、育て、家族を愛し、人としての思いやり、優しさをさりげなく・・・。」と推薦のコメントを発表している）、森山真弓元文部大臣・法務大臣、そのほか多くの芸能界のスター臨席のもと、出版記念パーティーが催された。
2013年3月20日、2年半ぶりとなる新曲『お・か・え・り』を発売。
2022年11月25日より自身のYouTube公式チャンネル「佐良直美のいいじゃないの幸せならば」を開設し、現在の生活ぶりやステージの様子、芸能界での思い出話などの動画を配信開始。2024年3月29日配信分をもって更新を一旦終了したが、同年10月25日に「特番」としてアップしたミッツ・マングローブとの対談動画を皮切りに再開している。

## 二十一世紀音頭
1970年に「二十一世紀音頭」という歌を歌っている。発表当時から31年後の2001年のことを歌ったこの曲は、日本全国の盆踊り大会で使われた。
レコード
- 『二十一世紀音頭』[注釈 5]
作詞：山上路夫、作曲：いずみたく、編曲：大柿隆、歌：佐良直美、合唱：二期会合唱団、伴奏：ビクター・オーケストラ）ビクターレコードMV-578-S（VEY-3516）
B面：昭和元禄ばやし（歌：鈴木正夫、小杉真貴子、ビクター少年民謡会）

## 主な出演番組
- 歌のグランド・ショー（NHK総合、1967年 - 1968年）
- 世界の音楽（レギュラー出演者、NHK総合、1968年 - 1974年）
- 今週のヒット速報（フジテレビ）
- 佐良直美メロディーイン‘S'（TBSラジオ）
- タカラブネ リクエスト 佐良直美・うたの街（TBSラジオ）
- バイタリス・フォーク・ビレッジ（パーソナリティー、ニッポン放送、1968年 - 1971年）
- 佐良直美 ジャンプ・アップ（ニッポン放送）
- TBS歌のグランプリ（司会、TBS、1969年 - 1971年）
- スター変身!（司会、読売テレビ、1972年 - 1973年）
- サウンド・イン"S"（初代司会、TBS、1974年 - 1976年）
- シャープ・スターアクション(日本テレビ、1973年 - 80年)
- 拝啓私の素敵さん（司会、フジテレビ、1977年）
- 象印クイズ ヒントでピント（3代目女性軍キャプテン、テレビ朝日、1979年9月16日（第25回） - 1980年9月28日（第78回））
- 8時だョ!全員集合（TBS）常連ゲスト。コントもこなした。
- 若草物語（MBS、1968年）
- 肝っ玉かあさん（TBS、1969年 - 1972年）
- ありがとう（TBS、1970年、1972年 - 1975年） - 松平雪乃、宮川十七子、木下桔梗、春木吉 役
- 女と味噌汁 その21（TBS、1971年）
- 明日がござる（TBS、1975年 - 1976年）
- 家族 (1977年のテレビドラマ)（TBS、1977年 - 1978年）
- 佐良直美のミュージック・ロビー（文化放送、1980年）
- 出逢い（TBS、1981年）
- おはよう24時間（TBS、1982年）
- 出逢い・めぐり逢い（TBS、1983年）
- わんニャン倶楽部〜動物と楽しく暮らそう〜（BS日テレ、2014年10月 - 2017年3月）ご意見番、顧問として出演。
- ミュージックフェア（フジテレビ系）[14]

1968年4月15日 - 金井克子、中谷良、原田信夫とファイブ・キャラクターズと出演
1968年10月14日 - 原田糸子、山内賢と出演
1969年2月24日 - 坂本九、江利チエミ、森進一、金井克子、立川澄人と出演
1969年7月29日 - 由美かおる、カントリー・ジェントルマンと出演
1970年6月30日 - 中尾ミエ、坂本九、ピンキーとキラーズと出演
1970年7月7日 - 小澤征爾&日本フィルハーモニー交響楽団と出演
1971年2月2日 - 坂本九、フランク永井、バンビーズと出演
1972年1月11日 - ダニエル・ジェラン、ザ・ニュー・シーカーズと出演
1972年6月6日 - よしだたくろう、ドン・コスタと出演
1973年3月27日 - アン・バートン、原信夫とシャープス&フラッツと出演
1973年11月27日 - 西郷輝彦、ミュージカル・アカデミーと出演
1976年2月17日 - 宮前ユキ、ハイ・ファイ・セットと出演

## NHK紅白歌合戦
『NHK紅白歌合戦』には、歌手として1967年・第18回 - 1979年・第30回まで13回連続出場、紅組司会として1972年・第23回および、1974年・第25回 - 1977年・第28回まで4年連続で担当し、歴代紅組司会者では黒柳徹子と並び最多記録となる通算5回を担当した（ただし黒柳は、通算5回の紅組司会に加えて総合司会にも1回起用されている）。
また、紅組司会を務めた5回で全て出場歌手にも選ばれており、歌手兼司会回数でも女性最多である（男性を含めると、後にSMAPの中居正広が6回で記録更新している）。

### NHK紅白歌合戦出場歴
| 年度/放送回               | 回 | 曲目                                   | 出演順 | 対戦相手                    | 備考 |
| ------------------------- | -- | -------------------------------------- | ------ | --------------------------- | --- |
| 1967年（昭和42年）/第18回 | 初 | 世界は二人のために                     | 20/23  | 加山雄三                    | |
| 1968年（昭和43年）/第19回 | 2  | すてきなファーニー                     | 02/23  | 布施明                      | |
| 1969年（昭和44年）/第20回 | 3  | いいじゃないの幸せならば               | 21/23  | 舟木一夫                    | |
| 1970年（昭和45年）/第21回 | 4  | どこへ行こうかこれから二人             | 07/24  | 鶴岡雅義と東京ロマンチカ    | |
| 1971年（昭和46年）/第22回 | 5  | 片道列車                               | 23/25  | 鶴岡雅義と東京ロマンチカ(2) | |
| 1972年（昭和47年）/第23回 | 6  | オー・シャンゼリゼ                     | 07/23  | 村田英雄                    | 歌詞を変えての歌唱 |
| 1973年（昭和48年）/第24回 | 7  | 世界は二人のために(2回目)              | 17/22  | フランク永井                | |
| 1974年（昭和49年）/第25回 | 8  | 花のフェスティバル                     | 06/25  | 郷ひろみ                    | |
| 1975年（昭和50年）/第26回 | 9  | オブ・ラ・ディ、オブ・ラ・ダ           | 08/24  | 殿さまキングス              | 歌詞を変えての歌唱 |
| 1976年（昭和51年）/第27回 | 10 | ひとり旅                               | 06/24  | 内山田洋とクール・ファイブ  | |
| 1977年（昭和52年）/第28回 | 11 | ラヴ・ミー・テンダー～ハウンド・ドッグ | 09/24  | 菅原洋一                    | 菅原洋一との洋楽対決、同年に急逝したエルヴィス・プレスリーの曲を披露（紅白歌合戦で定番となっているメドレーを最初に歌ったのがこの回の佐良だった） |
| 1978年（昭和53年）/第29回 | 12 | 愛の消しゴム                           | 10/24  | 加山雄三(2)                 | 紅組全員がキャンドル型のライトを持って応援 |
| 1979年（昭和54年）/第30回 | 13 | 世界は二人のために(3回目)              | 16/23  | 菅原洋一(2)                 | 紅白30回記念のため、三波春夫、水前寺清子、菅原洋一、フランク永井、島倉千代子と共に初出場曲を披露                                                 |

## CM
- 三共（現第一三共ヘルスケア）「ルル」
- 三宅本店「千福」
1970年代前期に日本酒「千福」のCMに出演し、テーマソングも歌唱した。三宅本店「千の福net」内の「千福れとろ館 第23回」のページ上で、当時のCMが公開されている（2013年4月7日閲覧）。
- 日本食肉消費総合センター
- エスエスケイ
1972年（当時の登記名称は「佐々木株式会社」）発表のイメージソング「SSKの歌」（作詞：山川啓介／作曲：いずみたく）を歌唱。同曲は1970年代後半や2000年代にも別歌手のカバーでCMに起用された。
- 服部セイコー（現：セイコーグループ）
- ハウス食品「シャンメンめん太鼓」（伴淳三郎と共演）
- タカラブネ（現：不二家神戸）
- 東北放送ステーションソング「TBCの歌」
1970年代初めから1980年代半ばまで、TBCラジオの一日の放送開始の際に使用された。
- フマキラー「ベープ」（千昌夫と共演）
- 雪印乳業（現：雪印メグミルク）「和風だし」「クリーマ」
- ロゼット
- キリンビバレッジ　「口どけ生茶」（「世界は二人のために」歌のみ）
- 明治製菓（現明治）「シャトー」

## ディスコグラフィ

### シングル
- 全てビクターからのリリース。

| #  | 発売日          | A/B面 | タイトル                     | 作詞           | 作曲           | 編曲         | 規格品番   |
| -- | --------------- | ----- | ---------------------------- | -------------- | -------------- | ------------ | ---------- |
| 1  | 1967年 5月15日  | A面   | 世界は二人のために           | 山上路夫       | いずみたく     | いずみたく   | SV-568     |
| 1  | 1967年 5月15日  | B面   | 愛は哀しく                   | 山上路夫       | いずみたく     | いずみたく   | SV-568     |
| 2  | 1967年 12月5日  | A面   | 私の好きなもの               | 永六輔         | いずみたく     | いずみたく   | SV-632     |
| 2  | 1967年 12月5日  | B面   | 涙がかわいたら               | 渡辺研一       | いずみたく     | いずみたく   | SV-632     |
| 3  | 1968年 2月5日   | A面   | 星になりたい                 | 山上路夫       | いずみたく     | いずみたく   | SV-668     |
| 3  | 1968年 2月5日   | B面   | 愛と愛とに                   | 山上路夫       | いずみたく     | いずみたく   | SV-668     |
| 4  | 1968年 5月1日   | A面   | 恋はオールデー・オールナイト | 橋本淳         | いずみたく     | いずみたく   | SV-700     |
| 4  | 1968年 5月1日   | B面   | 若草の恋                     | 岩谷時子       | いずみたく     | いずみたく   | SV-700     |
| 5  | 1968年 7月25日  | A面   | すてきなファーニー           | 山口五十鈴     | いずみたく     | いずみたく   | SV-736     |
| 5  | 1968年 7月25日  | B面   | 世界の果てまで               | 岩谷時子       | いずみたく     | いずみたく   | SV-736     |
| 6  | 1968年 12月10日 | A面   | 愛の結晶                     | 山上路夫       | いずみたく     | いずみたく   | SV-786     |
| 6  | 1968年 12月10日 | B面   | 太陽の贈物                   | 山口五十鈴     | いずみたく     | いずみたく   | SV-786     |
| 7  | 1969年 3月25日  | A面   | ギターのような女の子         | 橋本淳         | 筒美京平       | 筒美京平     | SV-826     |
| 7  | 1969年 3月25日  | B面   | サンゴの指輪                 | 橋本淳         | 井上忠夫       | 筒美京平     | SV-826     |
| 8  | 1969年 7月15日  | A面   | いいじゃないの幸せならば     | 岩谷時子       | いずみたく     | いずみたく   | SV-1053    |
| 8  | 1969年 7月15日  | B面   | 涙のおさけ                   | 岩谷時子       | いずみたく     | いずみたく   | SV-1053    |
| 9  | 1969年 12月25日 | A面   | 知らないで愛されて           | 岩谷時子       | いずみたく     | いずみたく   | SV-1066    |
| 9  | 1969年 12月25日 | B面   | さよならのワイン             | 山上路夫       | いずみたく     | いずみたく   | SV-1066    |
| 10 | 1970年 3月25日  | A面   | 二十一世紀音頭               | 山上路夫       | いずみたく     | 大柿隆       | MV-578-S   |
| 11 | 1970年 4月5日   | A面   | 私が生まれかわる時           | 岩谷時子       | いずみたく     | いずみたく   | SV-2017    |
| 11 | 1970年 4月5日   | B面   | 言葉のない恋の対話           | 岩谷時子       | いずみたく     | いずみたく   | SV-2017    |
| 12 | 1970年 5月25日  | A面   | 赤頭巾ちゃん気をつけて       | 岩谷時子       | いずみたく     | 渋谷毅       | KV-502     |
| 12 | 1970年 5月25日  | B面   | 花一本                       | 岩谷時子       | いずみたく     | 渋谷毅       | KV-502     |
| 13 | 1970年 7月25日  | A面   | どこへ行こうかこれから二人   | 西川ひとみ     | 中村泰士       | 渋谷毅       | SV-1081    |
| 13 | 1970年 7月25日  | B面   | 気になるあなた               | 山口納堡子     | 山口納堡子     | 渋谷毅       | SV-1081    |
| 14 | 1970年 11月25日 | A面   | 塩 ローソク シャボン         | 阪田寛夫       | いずみたく     | 大柿隆       | SV-2111    |
| 14 | 1970年 11月25日 | B面   | あなたにさよなら             | 岩谷時子       | いずみたく     | 大柿隆       | SV-2111    |
| 15 | 1971年 3月25日  | A面   | あいつとあの娘               | 保田善生       | いずみたく     | 大柿隆       | SV-1096    |
| 15 | 1971年 3月25日  | B面   | 帰郷                         | 山上路夫       | いずみたく     | 大柿隆       | SV-1096    |
| 16 | 1971年 5月5日   | A面   | 肝っ玉かあさん               | 平岩弓枝       | いずみたく     | 大柿隆       | KV-540     |
| 16 | 1971年 5月5日   | B面   | こんにちは東京               | 岩谷時子       | いずみたく     | 大柿隆       | KV-540     |
| 17 | 1971年 7月5日   | A面   | 生きてるって素晴らしい       | 浜口庫之助     | 浜口庫之助     | 小杉仁三     | SV-2176    |
| 17 | 1971年 7月5日   | B面   | 夏が来たら                   | 増永直子       | 浜口庫之助     | 小谷充       | SV-2176    |
| 18 | 1971年 10月5日  | A面   | 片道列車                     | 岩谷時子       | いずみたく     | 小谷充       | SV-1107    |
| 18 | 1971年 10月5日  | B面   | 古い恋唄                     | 山上路夫       | いずみたく     | 小谷充       | SV-1107    |
| 19 | 1971年 10月5日  | A面   | 若い心よ集まろう             | 増永直子       | いずみたく     | 大柿隆       | KV-541     |
| 19 | 1971年 10月5日  | B面   | バラにおなりよ               | 西川ひとみ     | 中村泰士       | 渋谷毅       | KV-541     |
| 20 | 1971年 11月5日  | A面   | 幸福を遠く離れて             | 阿久悠         | 加賀資朗       | 小谷充       | SV-2203    |
| 20 | 1971年 11月5日  | B面   | 鷗がとんだ日                 | 阿久悠         | 加賀資朗       | 小谷充       | SV-2203    |
| 21 | 1972年 1月25日  | A面   | 白夜に燃えて                 | 岩谷時子       | 吉田正         | 横内章次     | SV-2226    |
| 21 | 1972年 1月25日  | B面   | 幸せの涙                     | 岩谷時子       | 吉田正         | 横内章次     | SV-2226    |
| 22 | 1972年 4月25日  | A面   | のんびりやるさ               | 阿久悠         | 川口真         | 川口真       | SV-2253    |
| 22 | 1972年 4月25日  | B面   | 朝のたばこ                   | 阿久悠         | 川口真         | 川口真       | SV-2253    |
| 23 | 1972年 7月25日  | A面   | 華やかな孤独                 | 岩谷時子       | いずみたく     | 松岡直也     | SV-1118    |
| 23 | 1972年 7月25日  | B面   | 海へ出よう                   | 岩谷時子       | いずみたく     | 松岡直也     | SV-1118    |
| 24 | 1972年 9月25日  | A面   | 別れ話は背中にしてね         | さがゆうこ     | 佐良直美       | 川口真       | SV-2294    |
| 24 | 1972年 9月25日  | B面   | 花のフェスティバル           | さがゆうこ     | 佐良直美       | 川口真       | SV-2294    |
| 25 | 1973年 1月25日  | A面   | 陽が当るまで                 | たかたかし     | 鈴木邦彦       | 鈴木邦彦     | SV-2312    |
| 25 | 1973年 1月25日  | B面   | 悲しみは今日かぎり           | たかたかし     | 鈴木邦彦       | 鈴木邦彦     | SV-2312    |
| 26 | 1973年 7月5日   | A面   | さびしい男たち               | 山上路夫       | 中村泰士       | 竜崎孝路     | SV-2358    |
| 26 | 1973年 7月5日   | B面   | 青い封筒                     | にわきよみ     | 小室等         | 瀬尾一三     | SV-2358    |
| 27 | 1973年 9月25日  | A面   | 幸せの日々                   | 山川啓介       | 都倉俊一       | 都倉俊一     | SV-2375    |
| 27 | 1973年 9月25日  | B面   | 初恋の木                     | 山川啓介       | 都倉俊一       | 都倉俊一     | SV-2375    |
| 28 | 1973年 12月1日  | A面   | ベイビー                     | 千家和也       | 都倉俊一       | 服部克久     | SV-2393    |
| 28 | 1973年 12月1日  | B面   | 灰皿                         | 寺山修司       | 田中未知       | 服部克久     | SV-2393    |
| 29 | 1973年 12月25日 | A面   | ジャスミンの部屋             | 安井かずみ     | いずみたく     | 馬飼野俊一   | SV-2398    |
| 29 | 1973年 12月25日 | B面   | それからの二人               | 安井かずみ     | いずみたく     | 馬飼野俊一   | SV-2398    |
| 30 | 1974年 7月5日   | A面   | 風                           | 南葉二         | 灰田勝彦       | 灰田有紀彦   | SV-2422    |
| 30 | 1974年 7月5日   | B面   | ありがとう                   | 上條恒彦       | 佐良直美       | 飯吉馨       | SV-2422    |
| 31 | 1974年 11月25日 | A面   | 大都会の子守唄               | 山川啓介       | いずみたく     | 大柿隆       | SV-2451    |
| 31 | 1974年 11月25日 | B面   | 日暮れの口笛                 | 山川啓介       | いずみたく     | 大柿隆       | SV-2451    |
| 32 | 1975年 2月25日  | A面   | あなたの足音                 | 前川勲         | 前川勲         | 寺岡真三     | SV-2466    |
| 32 | 1975年 2月25日  | B面   | 粉雪ふります                 | さがゆうこ     | 佐良直美       | 小野崎孝輔   | SV-2466    |
| 33 | 1975年 9月25日  | A面   | 出逢いとさよなら             | 岡田冨美子     | 加瀬邦彦       | 萩田光雄     | SV-2508    |
| 33 | 1975年 9月25日  | B面   | 戻ってくれば                 | 三谷ケイ       | 加瀬邦彦       | 萩田光雄     | SV-2508    |
| 34 | 1976年 2月25日  | A面   | ひとり旅                     | 吉田旺         | 浜圭介         | 萩田光雄     | SV-2526    |
| 34 | 1976年 2月25日  | B面   | 海猫の詩                     | 吉田旺         | 浜圭介         | 萩田光雄     | SV-2526    |
| 35 | 1976年 11月25日 | A面   | 速達                         | 吉田旺         | 浜圭介         | 萩田光雄     | SV-6125    |
| 35 | 1976年 11月25日 | B面   | 私としたことが               | 吉田旺         | 浜圭介         | 青木望       | SV-6125    |
| 36 | 1977年 4月10日  | A面   | フラワー・フェスティバル     | 西川好次郎     | 小林亜星       | 竜崎孝路     | SV-6200    |
| 36 | 1977年 4月10日  | B面   | フラワー音頭                 | 岡本淳三       | 小林亜星       | 竜崎孝路     | SV-6200    |
| 37 | 1977年 7月25日  | A面   | 時計館                       | 山口洋子       | 平尾昌晃       | あかのたちお | SV-6256    |
| 37 | 1977年 7月25日  | B面   | 旅先                         | 山口洋子       | 平尾昌晃       | あかのたちお | SV-6256    |
| 38 | 1977年 9月25日  | A面   | 私のアンティック             | 喜多条忠       | 穂口雄右       | 穂口雄右     | SV-6279    |
| 38 | 1977年 9月25日  | B面   | 秋の旅                       | 喜多条忠       | 穂口雄右       | 穂口雄右     | SV-6279    |
| 39 | 1978年 3月25日  | A面   | 風のメロディー               | なかにし礼     | S.Adamo        | 佐藤準       | SV-6374    |
| 39 | 1978年 3月25日  | B面   | 伝説                         | 石原信一       | 森雪之丞       | 高田弘       | SV-6374    |
| 40 | 1978年 8月25日  | A面   | 愛の消しゴム                 | 山川啓介       | 佐良直美       | 南安雄       | SV-6471    |
| 40 | 1978年 8月25日  | B面   | さらばおふくろ               | 吉田旺         | 浜圭介         | 萩田光雄     | SV-6471    |
| 41 | 1979年 2月25日  | A面   | "翔ぶ"って何ですか           | 小椋佳         | 佐良直美       | 萩田光雄     | SV-6545    |
| 41 | 1979年 2月25日  | B面   | ローカル・レポート           | 小椋佳         | 佐良直美       | 萩田光雄     | SV-6545    |
| 42 | 1979年 8月25日  | A面   | 国東半島ぶらり旅             | 藤公之介       | 徳久広司       | 小笠原寛     | SV-6620    |
| 42 | 1979年 8月25日  | B面   | 由布院霧情                   | 藤公之介       | 徳久広司       | 小笠原寛     | SV-6620    |
| 43 | 1980年 4月21日  | A面   | 素顔                         | 千家和也       | 浜圭介         | 馬飼野俊一   | SV-6707    |
| 43 | 1980年 4月21日  | B面   | 問わず語りのひとりごと       | 千家和也       | 浜圭介         | 馬飼野俊一   | SV-6707    |
| 44 | 1980年 6月21日  | A面   | 心                           | 荒木とよひさ   | 鈴木キサブロー | 若草恵       | SV-7010    |
| 44 | 1980年 6月21日  | B面   | あの海へ帰れたら             | 荒木とよひさ   | 福留順一       | 若草恵       | SV-7010    |
| 45 | 1980年 9月21日  | A面   | 賑やかな酒場                 | みなみらんぼう | みなみらんぼう | 矢野立美     | SV-7043    |
| 45 | 1980年 9月21日  | B面   | バーボン夢割り               | 中村治雄       | 岸本健介       | 矢野立美     | SV-7043    |
| 46 | 1981年 9月21日  | A面   | 隣りの席の女                 | 伊藤アキラ     | 松井忠重       | 松井忠重     | SV-7156    |
| 46 | 1981年 9月21日  | B面   | アトランダム                 | 中里綴         | 三室のぼる     | 松井忠重     | SV-7156    |
| 47 | 1981年 12月5日  | A面   | ちょっといいもの             | 岩谷時子       | あかのたちお   | あかのたちお | SV-7184    |
| 47 | 1981年 12月5日  | B面   | 素晴しい人がいるよ           | 藤公之介       | あかのたちお   | あかのたちお | SV-7184    |
| 48 | 1983年 9月21日  | A面   | YASUKOの場合                 | 荒木とよひさ   | 丹羽応樹       | 梅垣達志     | SV-7335    |
| 48 | 1983年 9月21日  | B面   | 夕顔                         | 荒木とよひさ   | 丹羽応樹       | 梅垣達志     | SV-7335    |
| 49 | 2010年 11月24日 | 01    | いのちの木陰                 | 山川啓介       | 渋谷毅         | 渋谷毅       | VICL-36620 |
| 49 | 2010年 11月24日 | 02    | 銀河の子守唄                 | 山川啓介       | 渋谷毅         | 渋谷毅       | VICL-36620 |
| 50 | 2013年 3月20日  | 01    | お・か・え・り               | 山川啓介       | 渋谷毅         | 斎藤ネコ     | VICL-36751 |
| 50 | 2013年 3月20日  | 02    | 100万回アゲイン              | 山川啓介       | 菊谷知樹       | 菊谷知樹     | VICL-36751 |

その他のシングル
- お世話になりますダイヤルさん
  - 1968年、非売品。電電公社記念盤で、ソノシートも製作された。B面はオックス「ひとりの電話」を収録。
  - 作詞：金坂寿子／補作詞：高田敏子／作曲・編曲：いずみたく

### アルバム

#### オリジナル・アルバム
| 発売日         | 規格 | 規格品番   | アルバム                                          |
| -------------- | ---- | ---------- | ------------------------------------------------- |
| 1968年2月25日  | LP   | SJV-338    | 佐良直美とともに～世界はふたりのために～          |
| 1968年7月5日   | LP   | SJX-3      | 佐良直美 世界の愛をうたう LOVE SONGS OF THE WORLD |
| 1969年8月5日   | LP   | SJX-22     | 船頭小唄                                          |
| 1969年11月5日  | LP   | SJX-28     | 十二人の女                                        |
| 1969年11月5日  | LP   | SJX-56     | 道をひらく－新しい人生を歌う－                    |
| 1970年12月25日 | LP   | SJX-57     | 思い出のグリーングラス 佐良直美カントリーをうたう |
| 1971年8月5日   | LP   | SJX-75     | 素晴らしいフォークの世界                          |
| 1972年2月25日  | LP   | SJX-88     | 鈴懸の径 -佐伯孝夫 優しい詩集-                    |
| 1972年5月25日  | LP   | SJX-97     | ありがとう・佐良直美の心                          |
| 1972年12月20日 | LP   | SJX-113    | 佐良直美 世界の愛を歌う VOL.2                     |
| 1973年6月25日  | LP   | SJX-132    | 歌えないカナリア                                  |
| 1974年         | LP   | SJX-168    | ジャスミンの部屋／幸せの日々                      |
| 1974年         | LP   | CD4B-5073  | 佐良直美とカーペンターズ・ソングブック            |
| 1975年         | LP   | SJX-10108  | ホワイト・クリスマス                              |
| 1976年         | LP   | SJX-10135  | ひとり旅                                          |
| 1976年         | LP   | SJX-10165  | 12の星の恋物語                                    |
| 1978年11月25日 | LP   | SJV-897～8 | 三角屋根の出窓から～小椋佳・佐良直美のなかで～    |
| 1979年         | LP   | SJX-20013  | 愛の旅立ち A DEPARTURE FROM LOVE                  |
| 1981年         | LP   | SJX-30103  | ザ・サラブレッド 愛は緑なりき                     |
| 1986年3月5日   | LP   | VCH-10333  | Misty 佐良直美パステル・ジャズの世界              |

#### ライブ・アルバム
| 発売日 | 規格 | 規格品番  | アルバム                                      |
| ------ | ---- | --------- | --------------------------------------------- |
| 1970年 | LP   | SJV-447-8 | 佐良直美リサイタル                            |
| 1978年 | LP   | SJX-20058 | 直美とあなたの珈琲こんさ～と                  |
| 1980年 | LP   | SJX-30038 | SHINY LOVE あるものは愛だけ〈佐良直美ライブ〉 |

#### ベスト・アルバム
| 発売日         | 規格   | 規格品番    | アルバム                                                                          |
| -------------- | ------ | ----------- | --------------------------------------------------------------------------------- |
| 1969年         | LP     | SJV-441     | いいじゃないの幸せならば／佐良直美ベスト・ヒット曲集                              |
| 1972年         | LP     | SJV-594-5   | 豪華版 佐良直美デラックス                                                         |
| 1973年         | LP     | SJV-675     | 佐良直美ベスト・コレクション                                                      |
| 1974年         | LP     | GX-11       | グランド・デラックス                                                              |
| 1974年11月21日 | LP     | SJV-750-1   | 佐良直美ベスト・コレクション’75                                                   |
| 1976年         | LP     | SJV-897-8   | ラブ・ソング・フォーユー／佐良直美ベスト・コレクション                            |
| 1977年         | LP     | SJX-8059-63 | 歌手生活10周年記念 佐良直美                                                       |
| 1977年         | LP     | GX-25       | 佐良直美ベストヒットアルバム                                                      |
| 1978年         | LP     | GX-25       | 佐良直美ベストヒットアルバム                                                      |
| 1994年6月25日  | CD     | VICT-15011  | 佐良直美 BEST of BEST                                                             |
| 2007年11月21日 | CD     | VICL-62662  | GOLDEN☆BEST 忘れ得ぬ名唱・佐良直美                                                |
| 2010年11月24日 | CD     | VICL-63577  | GOLDEN☆BEST deluxe 佐良直美 コンプリート・シングルス+ヒット・カバー・コレクション |
| 2015年5月27日  | SHM-CD | VICL-70172  | GOLDEN☆BEST deluxe 佐良直美 コンプリート・シングルス+ヒット・カバー・コレクション |

### タイアップ曲
| 年     | 楽曲                     | タイアップ                                           |
| ------ | ------------------------ | ---------------------------------------------------- |
| 1968年 | 若草の恋                 | テレビ朝日系テレビドラマ「若草物語」主題歌           |
| 1968年 | 世界の果てまで           | TBS系テレビドラマ「愛妻くんこんばんは」主題歌        |
| 1968年 | 肝っ玉かあさん           | TBS系テレビドラマ「肝っ玉かあさん」主題歌            |
| 1968年 | 雪になりたい             | NHK「みんなのうた」楽曲                              |
| 1970年 | 赤頭巾ちゃん気をつけて   | 東宝映画「赤頭巾ちゃん気をつけて」主題歌             |
| 1970年 | 花一本                   | 東宝映画「恋の大冒険」挿入歌                         |
| 1970年 | ぼくの海                 | NHK「みんなのうた」楽曲                              |
| 1974年 | ありがとう               | TBS系テレビドラマ「ありがとう（第4シリーズ）」主題歌 |
| 1977年 | フラワー・フェスティバル | ひろしまフラワーフェスティバル・テーマ曲             |
| 1977年 | 私のアンティック         | NHK総合テレビ「NHKニューソング」楽曲                 |
| 1981年 | ちょっといいもの         | TBS系テレビドラマ「ちょっといい姉妹」主題歌          |

## 著書
- 佐良直美・越久田活子 監修、清水照信 構成『ワンちゃんとおでかけ』インターワーク出版、2003年。ISBN 978-4901161503
- 佐良直美 著『佐良直美が教える犬との暮らし方 中高年が愛犬と楽しく暮らすための上手なしつけと飼い方』大泉書店、2003年。ISBN 978-4278039320
- 佐良直美 著『動物の神様に生かされて』大巧社、2012年。ISBN 978-4924899841